# ناحية الغارية
ناحية الغارية إحدى نواحي سوريا تتبع إداريّاً لمحافظة السويداء منطقة صلخد ومركزها بلدة الغارية، بلغ تعداد سكان الناحية 5,923 نسمة حسب التعداد السكاني لعام 2004.

## تجمعات ناحية الغارية السكانية[2]
| التجمع السكاني | عدد السكان |
| -------------- | ---------- |
| عنز            | 1,102      |
| الغارية        | 3,808      |
| خربة عواد      | 398        |
| المغير         | 615        |